# Thersamonia argyrea
Thersamonia argyrea är en fjärilsart som beskrevs av Storace 1956. Thersamonia argyrea ingår i släktet Thersamonia och familjen juvelvingar. Inga underarter finns listade i Catalogue of Life.